# Обервезель
Обервезель (нім. Oberwesel) — місто в Німеччині, розташоване в землі Рейнланд-Пфальц. Входить до складу району Рейн-Гунсрюк. Центр  об'єднання громад Занкт-Гоар-Обервезель.
Площа — 18,11 км2. Населення становить 2804 ос. (станом на 31 грудня 2020).

## Галерея

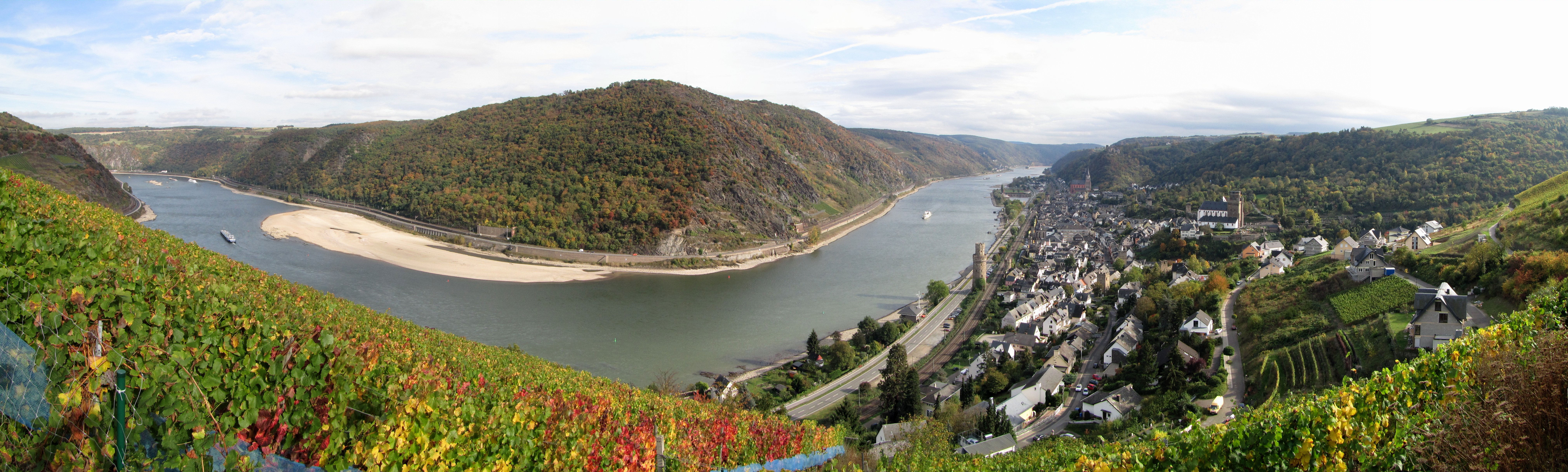
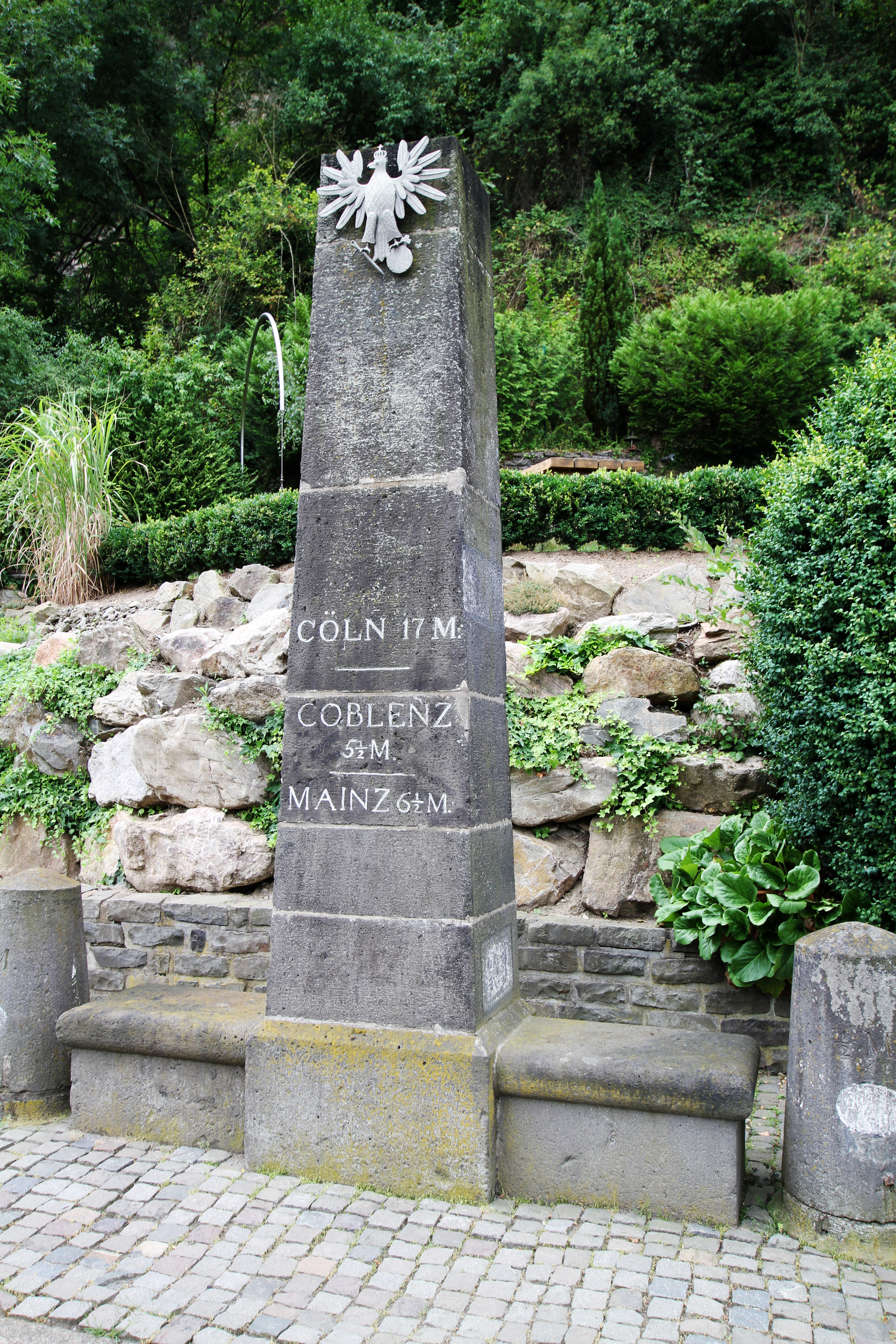
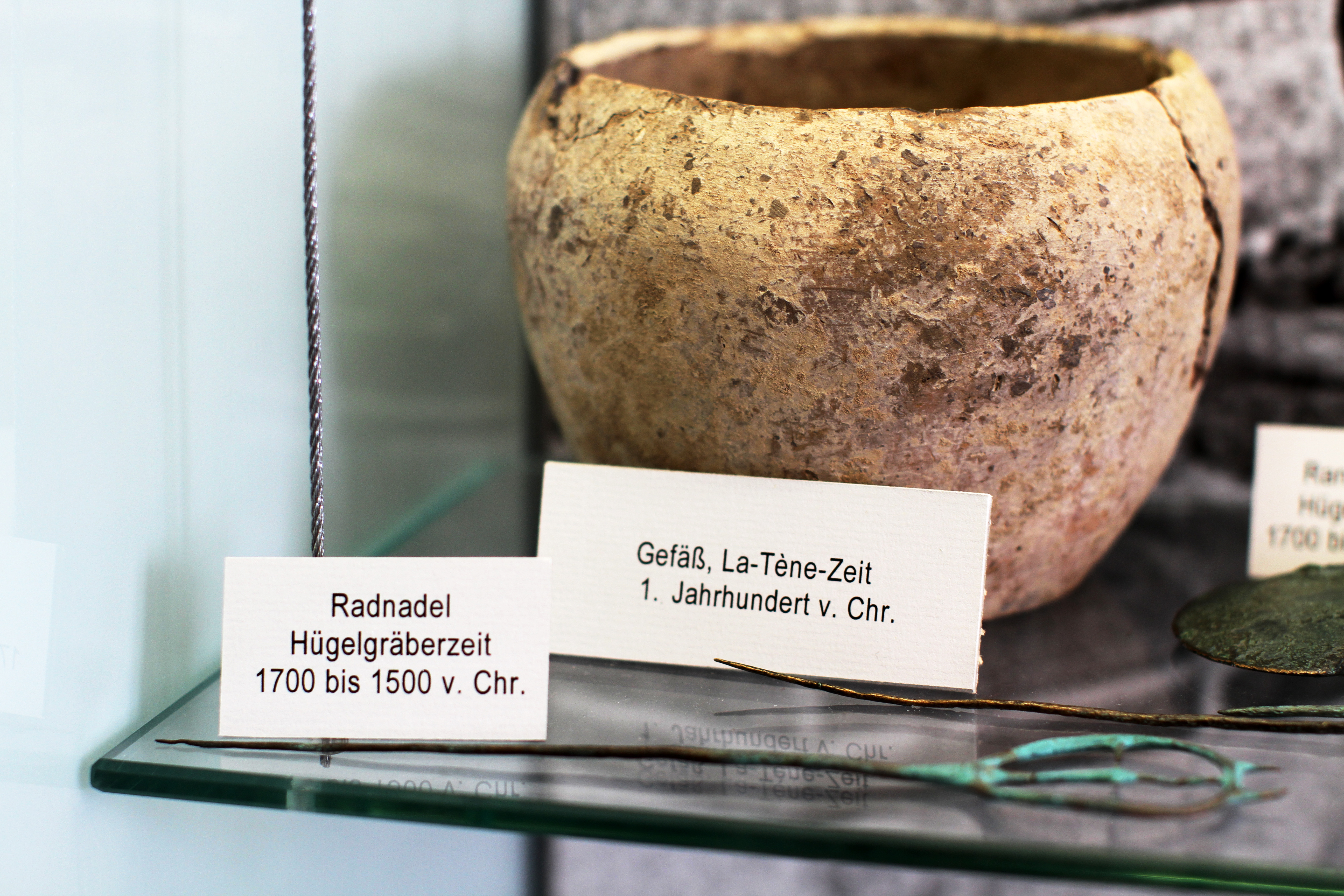
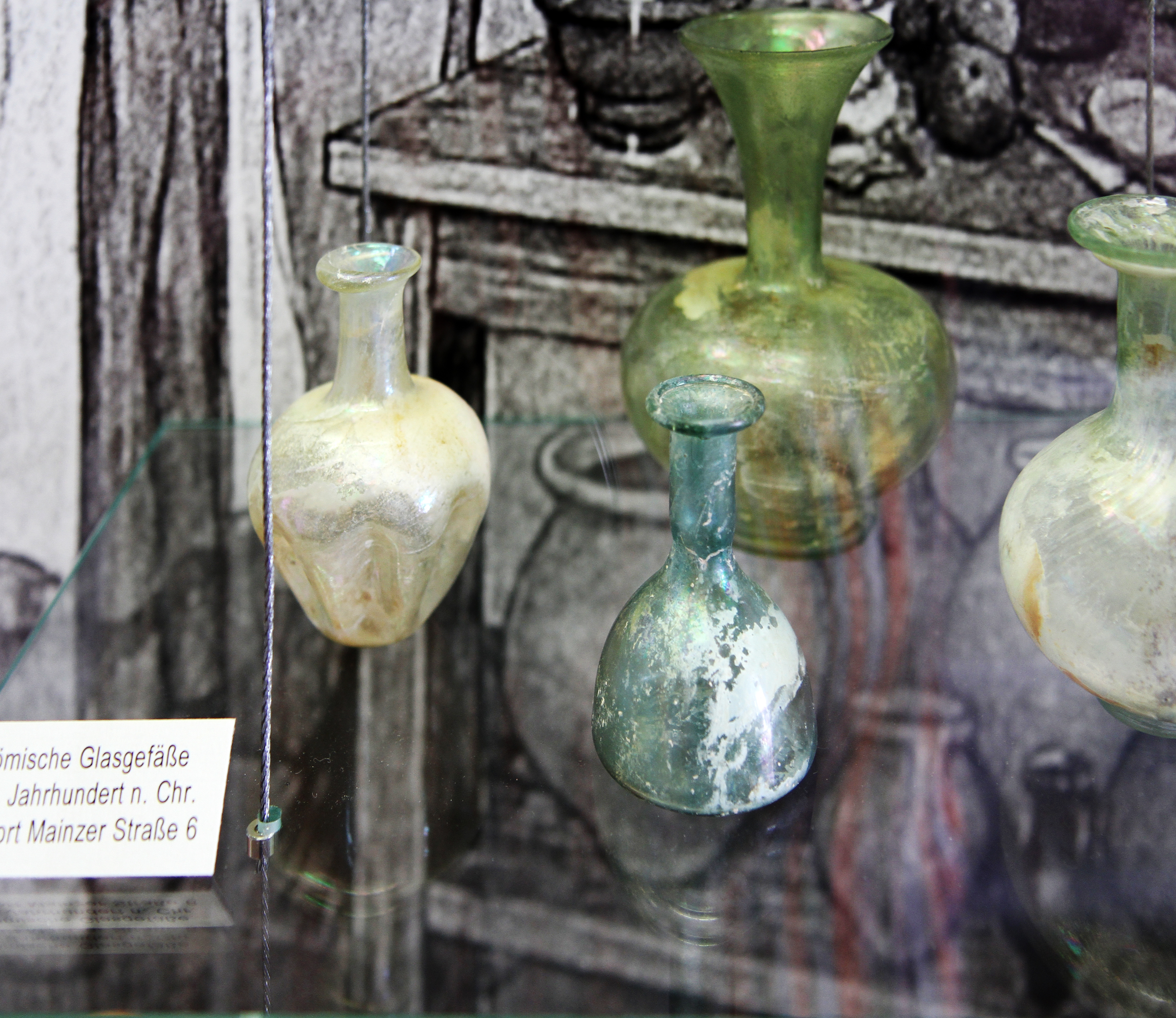
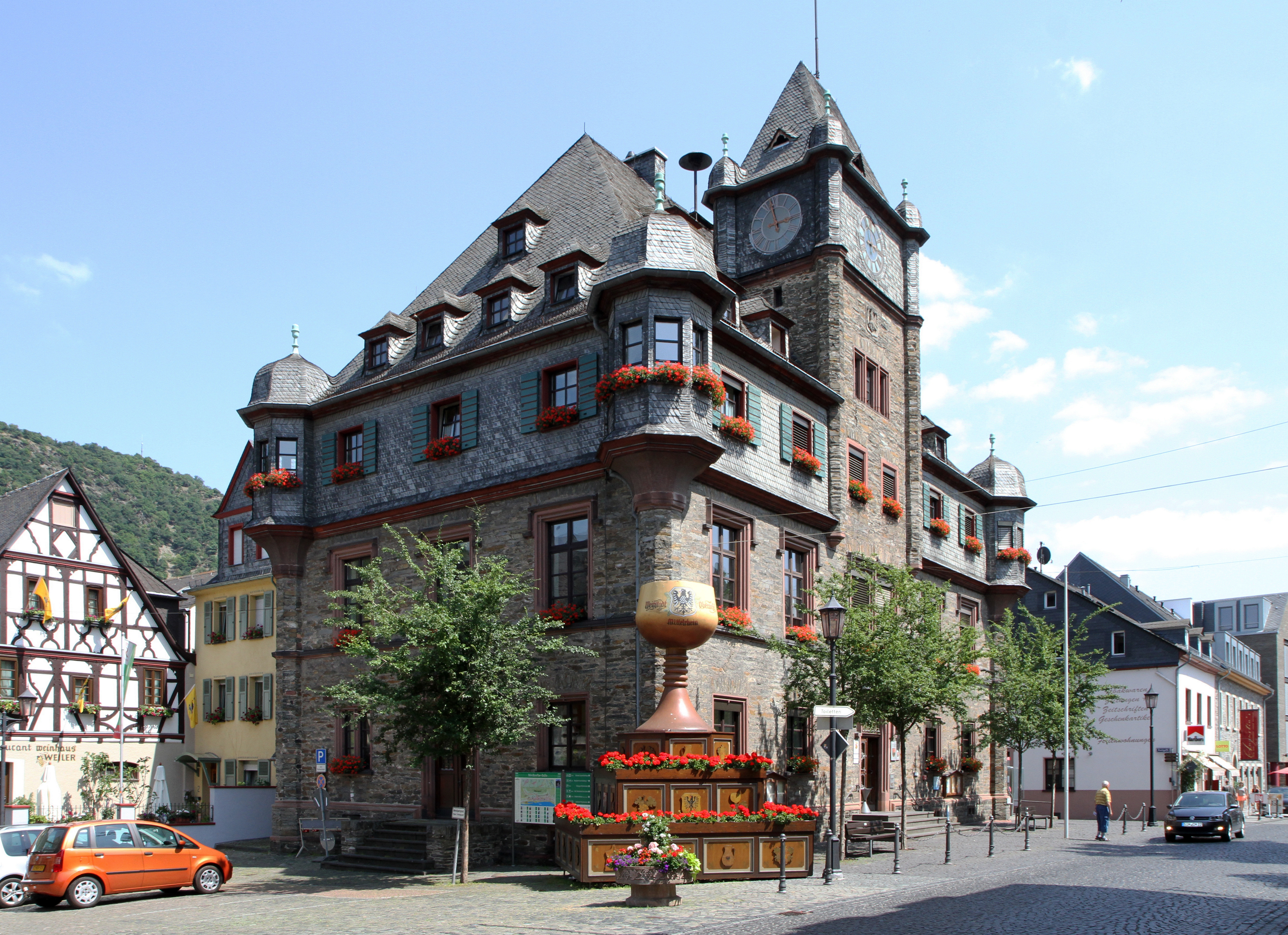
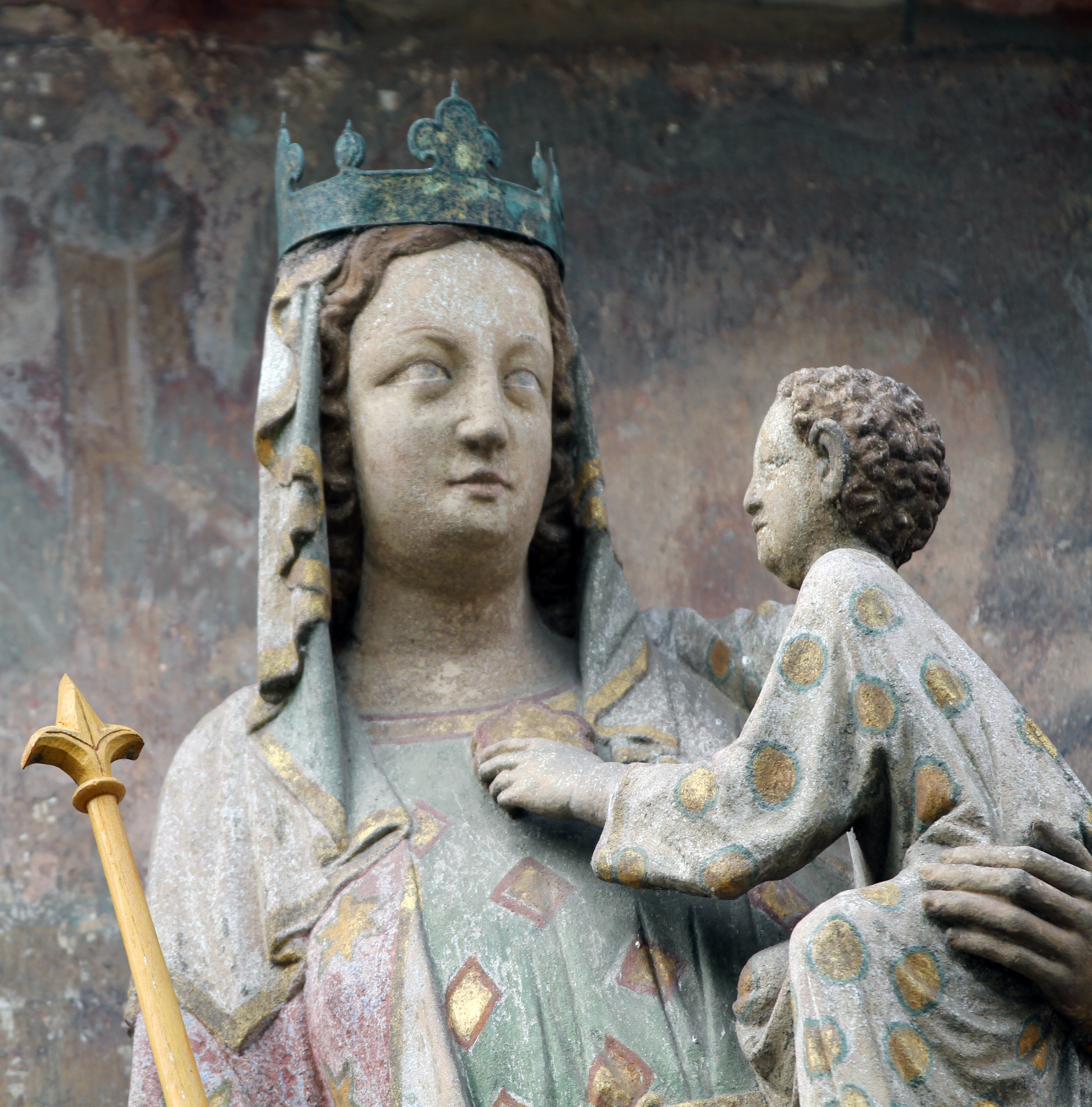